# Myristica maxima
Myristica maxima är en tvåhjärtbladig växtart som beskrevs av Otto Warburg. Myristica maxima ingår i släktet Myristica och familjen Myristicaceae. Inga underarter finns listade i Catalogue of Life.